# Синягин, Юрий Викторович
Юрий Викторович Синягин (род. 22 июня 1954 года, Ульяновск) — российский психолог, профессор, доктор психологических наук, лауреат премии Президента Российской Федерации в области образования. Специалист в области психологии управления, организационно-управленческого консультирования, оценки и аттестации управленческих кадров, формирования эффективных управленческих команд.

## Этапы жизненного пути
С 1976 года после окончания ВУЗа работал в Ульяновском государственном педагогическом институте имени И. Н. Ульянова сначала в должности ассистента, а после окончания аспирантуры в НИИ общей и педагогической психологии АПН СССР и защиты диссертации в МГУ имени М. В. Ломоносова на тему: «Композиция группы и успешность её деятельности» в 1981 году, доцента и заведующего кафедрой.
С 1989 года перешёл на работу в филиал МГУ имени М. В. Ломоносова в г. Ульяновске, где работал заведующим кафедрой психологии, проректором по учебной работе.
С 1994 по 1995 год проводил исследовательскую работу в Сиракьюзском университете США в рамках научного гранта Фулбрайт фонда по проблемам психологии управления и делового администрирования.
С 1996 г. научно-педагогическая деятельность связана с Российской академией государственной службы при Президенте Российской Федерации, где в 1997 году была защищена докторская диссертация на тему: «Психологические основы формирования руководителем управленческой команды».
С 1996 по 1998 год работал заведующим лабораторией диагностики и психологической подготовки кадров госслужбы, с 1998 по 2008 годы заместителем заведующего кафедрой акмеологии и психологии профессиональной деятельности, директором Экспертно-консультационного центра оценки и аттестации государственных служащих.
С 2008 года стал директором Центра планирования и прогнозирования карьеры сначала РАГС, а затем Института государственной службы и управления Российской академии народного хозяйства и государственной службы при Президенте РФ.
В 2014 году возглавил новый центр современных кадровых технологий и занял должность заместителя директора Высшей школы государственного управления Российской академии народного хозяйства и государственной службы при Президенте РФ.
С 2014 по 2022 год заведующий научно-исследовательской лабораторией «Диагностика и оценка руководителей», а с 2015 по 2022 год заведующий кафедрой психологии личности в системах управления.
С 2016 по 2019 год член Ученого Совета Академии.
С 2018 по 2022 год научный руководитель факультета оценки и развития управленческих кадров Высшей школы государственного управления Российской академии народного хозяйства и государственной службы при Президенте РФ.

## Научные интересы и научная школа
Основатель и научный руководитель факультета оценки и развития управленческих кадров Высшей школы государственного управления Российской академии народного хозяйства и государственной службы при Президенте Российской Федерации. Автор концепции психологического анализа организационно-управленческих структур, основывающейся на мотивационно-ценностном подходе к анализу организационного функционирования, позволяющей проводить оперативный прогноз стратегий управленческого поведения руководителей, специфики формирования ими своего ближайшего окружения в организации. В рамках разработки этого нового научного направления под его руководством подготовлено и успешно защищено 18 кандидатских и докторских диссертационных исследований.
Автор ресурсного подхода к оценке управленческого потенциала и трехкомпонентной модели управленческой готовности. Разработчик технологии личностно-профессиональной диагностики руководителей, используемой при формировании высших резервов управленческих кадров России.
Является автором и соавтором ряда изобретений в области аппаратурной психологической диагностики.
Ведёт практическую работу в качестве психолога консультанта по проблемам организационно-управленческого консультирования, организации деятельности служб по работе с персоналом государственных и коммерческих структур, индивидуального психологического и карьерного консультирования руководителей.

## Основные публикации
Издано более 200 научных работ в России, США, Канаде, Польше, Шотландии и Германии. Автор 25 монографий и учебных пособий. Среди них:
- Диагностика и профессиональное развитие управленческих кадров государственной службы: методология и технологии: коллективная монография /под общ. науч. ред. Ю. В. Синягина. — Москва: Издательский дом «Дело» РАНХиГС, 2021. — 354 с. — ISBN 978-5-85006-365-8.
- Синягин Ю. В., Синягина Н. Ю. Академическая успеваемость и соблюдение дисциплины как предикторы управленческой успешности. Вопросы психологии. № 2. 2021. С.70 — 80.
- Yury V. Sinyagin. — Specific Features of the Concepts of what «Immediate Environment», Management Team, Methods for Its Selection, and One’s Own Managerial Role are for Executives of Different Management Levels. — Psychosocial (International Journal of Psychosocial Rehabilitation). — Volume 24 — Issue 3 Year: 2020. — pp. 3327-3351 (DOI: 10.37200/IJPR/V24I3/PR2020355).
- Синягин Ю. В., Синягина Н. Ю. Биографические предикторы индивидуально-психологических особенностей, входящих в «Большую пятёрку» личностных качеств.-Государственная служба.-T 22 — № 3.-2020. — С.31-47.
- Синягин Ю. В. Опросник оценки управленческого потенциала в комплексной личностно-профессиональной диагностике. — М. : Издательский дом «Дело». РАНХиГС, 2020. — 186 с. — ISBN 978-5-85006-234-7.
- Синягин Ю. В. Факторы, условия и биографические предикторы успешной управленческой карьеры в системе государственной гражданской службы. — Государственная служба № 4 2019. С.6-21.
- Синягин Ю. В. Особенности мотивации руководителей разного уровня управления. — Современное общество и власть. — 2(20). — 2019.
- Sinyagin Yu.V. The Components of Managerial Alacrity of Government Executives // European Research Studies Journal, 2018. — Vol. XXI, Issue 1. — P. 295—308.
- Мударисов А. А., Синягин Ю. В. Личностно-профессиональное развитие и карьера: траектории взаимовлияния: Монография. — М.: Издательство ИТРК, 2016. — 192с.
- Yri Sinyagin. The Mouse Traps of Communication, 2014.
- Sinyagin Y. Evaluation and Improvement of Education Quality: Psycho-Acmeological Approach // Socrates almanac «Science of Education. Oxford Review». Oxford. 2014. pp. 73–74.
- Синягин Ю. В. Комплексная диагностика и оценка управленческого персонала: Монография. — М.: Изд-во РАГС, 2009.
- Синягин Ю. В. Психологические механизмы формирования руководителем управленческой команды: Монография. — М.: Изд-во Радио и связь, 2001. — 250 с.

## Профессиональное членство
- действительный член Международной академии акмеологических наук
- иностранный член Американской психологической ассоциации

## Звания, награды, достижения
- 2021 год — награждён медалью «Совет Федерации. 25 лет»
- 2019 год — награждён медалью Ордена «За заслуги перед Отечеством» 2-й степени
- 2017 год — награждён Почетной грамотой Правительства РФ. Объявлена благодарность Правительства РФ
- 2014 год — награждён медалью «Совет Федерации. 20 лет»
- 2014 год — награждён Почетной грамотой Российской академии народного хозяйства и государственной службы при Президенте РФ
- 2013 год — награждён Почетной грамотой Всероссийского научно-исследовательского института технической эстетики
- 2011 год — награждён Почетной грамотой Аппарата Совета Федерации Федерального Собрания Российской Федерации
- 2011 год — награждён Почетной грамотой Министерства образования и науки Российской Федерации
- 2010 год — награждён медалью «Совет Федерации. 15 лет»
- 2008—2020 годы — включен в справочник Who is Who in the World
- 2008 год — награждён памятной медалью к 100-летию со дня рождения Б. Г. Ананьева
- 2000 год — удостоен Премии Президента Российской Федерации в области образования[1]

## Семья
Женат, имеет двоих детей и четырёх внуков.
- Жена — Синягина Наталья Юрьевна — доктор психологических наук, профессор
- Сын — Синягин Алексей Юрьевич — кандидат технических наук
- Дочь — Богачева (Синягина) Татьяна Юрьевна — кандидат психологических наук
- Внуки: Антон (2004 года рождения), Станислав (2008 года рождения), Дмитрий (2008 года рождения), Алиса (2015 года рождения)